# Xibaipo
Xibaipo is een Chinese stad in de provincie Shanxi op 350 km van Peking en 80 km van Shijiazhuang.
Xibaipo was de stad waar de Communistische leiders hun basis vestigden tussen 1947 en 1948. Vanuit deze stad organiseerden ze acties tegen de Kwomintang.